# Cecília da Normandia
Cecília da Normandia (c. 1056, Normandia - 13 de julho de 1127, Caen), foi uma princesa da Inglaterra como a filha do rei Guilherme I de Inglaterra e Matilde de Flandres.

## Família
De acordo com Guilherme de Malmesbury, ela era a filha mais velha do casal.  Porém, Orderico Vital ao classificar os filhos do rei em ordem de nascimento, a omite por não ter certeza se ela era mais velha que seu irmão Ricardo.
Ela era a irmã de Roberto II da Normandia, de quem era próxima.  Seu outros irmãos incluíam Guilherme II de Inglaterra, Henrique I de Inglaterra, entre outros.

## Biografia
Guilherme e Matilde organizaram um evento dedicado à Abadia da Santíssima Trindade, na data de 18 de junho de 1066, como uma tentativa de legitimar o direito do Duque à conquista da Inglaterra, e Cecília foi oferecida como uma noviça.
No ano de 1075, em Fécamp, ela foi entregue por seu pai ao convento da Abadia da Santíssima Trindade, em Caen, que fora fundada por seus pais. A princesa se tornou uma freira, sendo educada pela abadessa Matilde e tendo como tutor Arnulfo de Rohes. Quando esta morreu, a princesa a sucedeu como abadessa em 1113.
Cecília morreu em 13 de julho de 1127 e foi enterrada dentro das paredes da Abadia de Saint-Trinité.